# Gnypeta manitobae

Gnypeta manitobae  (лат.) — вид коротконадкрылых жуков из подсемейства Aleocharinae.

## Распространение
Канада (Манитоба).

## Описание
Мелкие коротконадкрылые жуки, длина тела 2,6 мм. Основная окраска тёмно-коричневая (лапки рыжевато-коричневые). Опушение желтовато-серое, длинное и плотное. Ширина пронотума на 1/4 меньше чем ширина надкрылий, по длине они одинаковые. 4—7-й членики усиков вытянутые, 8—10-й членики субквадратные или поперечные. Усики 11-члениковые. Передние лапки 4-члениковые, средние и задние лапки 5-члениковые (формула 4-5-5). 
Вид был впервые описан в 1886 году  американским энтомологом Томасом Кейси (Thomas Lincoln Casey, Jr., 1857 —1925) по материалам из Канады, а его валидный статус был подтверждён в ходе ревизии, проведённой в 2008 году канадскими энтомологами Яном Климашевским (Jan Klimaszewski; Laurentian Forestry Centre, Онтарио, Канада) и Реджинальдом Уэбстером.